# کومه‌ای‌بارای کل
ابر کومه‌ای‌بارای کَل (Cumulonimbus calvus) ابری است از نوع کومه‌ای‌بارا که در آن چند برجستگی در جهت فوقانی وجود دارد و به‌تدریج شکل کومه‌ای خود را از دست می‌دهد. کَل واژه‌ای فارسی و به معنای کچل است.
این ابرها ازجمله ابرهایی است که به صورت عمودی گسترش پیدا می‌کنند.